# Aalten (gemeente)

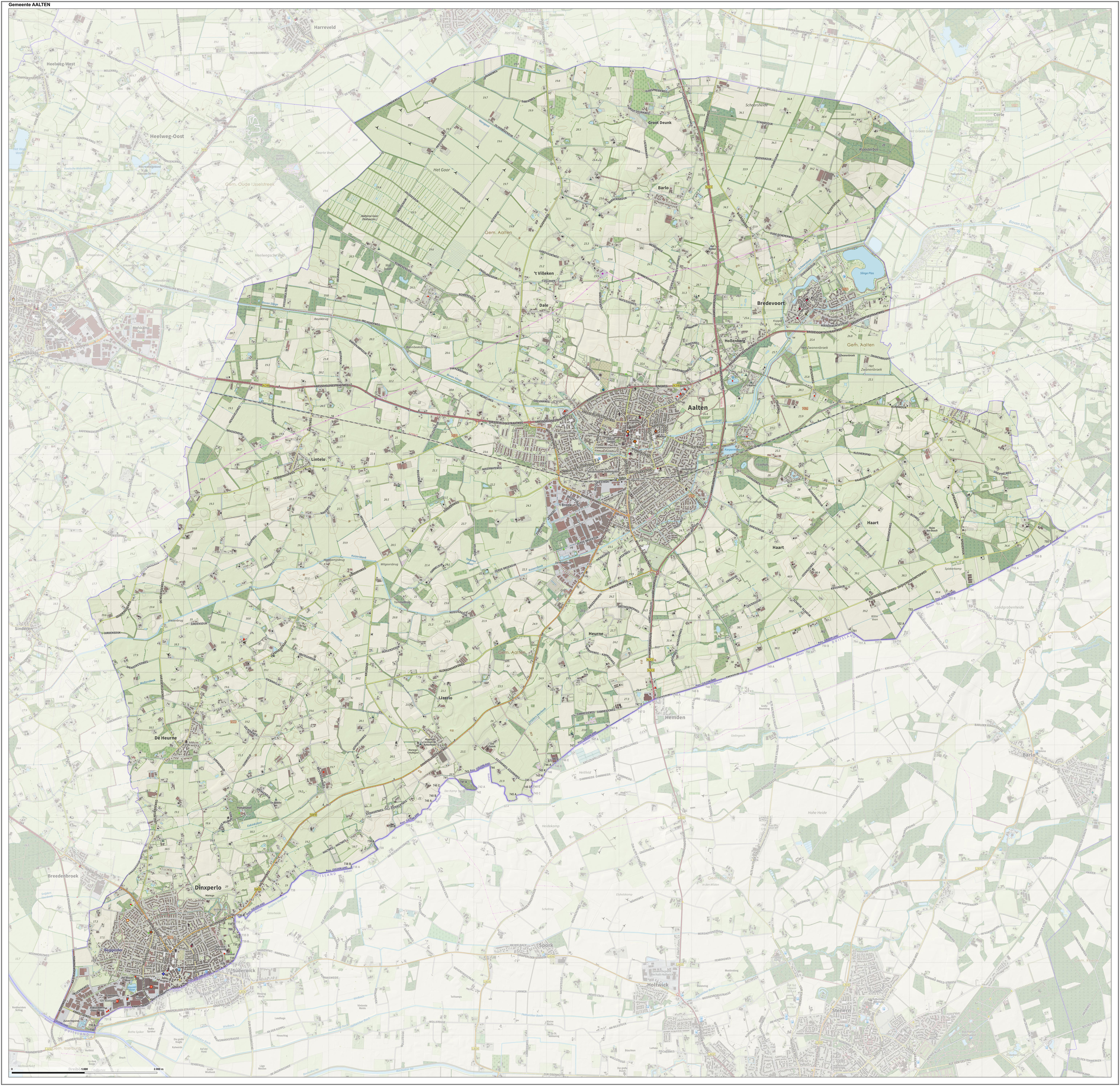
Topografische gemeentekaart van Aalten

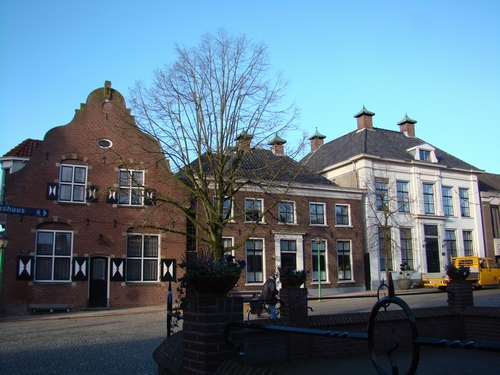
Marktplein Aalten met (rechts) het gemeentehuis

Aalten (uitspraakⓘ) is een gemeente in het oosten van de Nederlandse provincie Gelderland, en ligt tegen de Duitse grens. De gemeente telt 27.308 inwoners, waarvan 17.485 in de kern Aalten, en heeft een totale oppervlakte van 97,05 km², waarvan 96,54 km² land en 0,51 km² water (22 november 2024, Bron: CBS).

## Kernen
Buiten de plaats Aalten bevat de gemeente de kernen Dinxperlo en De Heurne en de stad Bredevoort. Bredevoort is de boekenstad van Nederland en trekt jaarlijks vele toeristen. Daarnaast vallen de volgende dorpen en buurtschappen onder de gemeente: Barlo, Dale, Haart, Heurne, IJzerlo, 't Klooster en Lintelo.

## Landschap
Aan de noordwestkant ligt de Aaltense Goor, aan de oostkant van de gemeente Aalten liggen de natuurgebieden Landgoed Walfort, Loohuisbos, Slingeplas, Kloosterbos, Zwanenbroek en Grote Goor die alle deel uitmaken van het Nationaal Landschap Winterswijk.

## Gemeentewapen
Het gemeentewapen van de nieuwe gemeente Aalten bestaat uit een combinatie van de boom uit het oude wapen van Aalten met de zwaarden uit het oude wapen van Dinxperlo. Boven een lindeboom en beneden twee omgekeerde schuingekruiste zwaarden van zilver, die bovenaan omstrengeld zijn door een gouden strop met afhangende uiteinden. Het schild is gedekt met een gouden kroon van drie bladeren en twee parels.

## Geschiedenis
In de Franse Tijd werden enkele gemeentelijke herindelingen ingevoerd door het afschaffen van de heerlijkheid Bredevoort. De heerlijkheid werd in 1795 opgedeeld in vier gemeenten, Aalten, Bredevoort, Dinxperlo en Winterswijk. In 1798 werden deze gebieden weer verenigd in het Ambt Bredevoort. In 1811 werd het Ambt Bredevoort weer in drie mairieën opgedeeld: Aalten/Bredevoort, en Winterswijk. In 1813 werden Aalten en Bredevoort weer beide zelfstandige gemeenten. Echter op 1 januari 1818 werd Bredevoort opnieuw bij de gemeente Aalten gevoegd. Op 1 januari 2005 werden de gemeenten Dinxperlo en Aalten opgeheven en samengevoegd tot een nieuwe gemeente, die een tijdelijke naam (gemeente Aalten) kreeg. De buurtschap De Heurne ten noorden van Dinxperlo, die deel uitmaakte van de gemeente Dinxperlo en ook wel bekendstaat als "Dinxperlose Heurne", viel vanaf dat moment ook onder de nieuwe gemeente. Hierdoor kan verwarring optreden. De buurtschap Heurne, vanaf de grensovergang Heurne-Hemden ten zuiden van Aalten ("Aaltense Heurne"), ligt ook in de gemeente Aalten.
In 2008 woedde in de plaatselijke politiek en media een hoog oplopende discussie over de naam van de fusiegemeente. Het college wilde definitief Aalten vastleggen en als gemeentewapen het oude wapen van Dinxperlo gebruiken, raadsleden uit Dinxperlo waren echter van mening dat de naam gewijzigd moest worden in Aalten-Dinxperlo, terwijl in met name Bredevoort de voorkeur uitging naar de oude naam Heerlijkheid Bredevoort. In een op 11 februari 2009 gehouden referendum koos een meerderheid (63,1%) voor de bestaande naam Aalten. In de oude gemeente Dinxperlo stemde een grote meerderheid voor de naam Aalten-Dinxperlo. Het veel grotere aantal stemmers uit de oude gemeente Aalten gaf echter de doorslag.

## Politiek

### College B&W
Sinds 22 december 2017 is Anton Stapelkamp (ChristenUnie) burgemeester van de gemeente Aalten. Het college bestaat verder uit twee wethouders van het CDA, een van VVD en een van de lokale partij Progressieve Partij.

### Gemeenteraad
De behaalde zetels per partij bij de gemeenteraadsverkiezingen sinds 1982:
| Gemeenteraadszetels                                                  | Gemeenteraadszetels | Gemeenteraadszetels | Gemeenteraadszetels | Gemeenteraadszetels | Gemeenteraadszetels | Gemeenteraadszetels | Gemeenteraadszetels | Gemeenteraadszetels | Gemeenteraadszetels | Gemeenteraadszetels | Gemeenteraadszetels |
| Partij                                                               | 1982                | 1986                | 1990                | 1994                | 1998                | 2002                | 2004*               | 2010                | 2014                | 2018                | 2022                |
| -------------------------------------------------------------------- | ------------------- | ------------------- | ------------------- | ------------------- | ------------------- | ------------------- | ------------------- | ------------------- | ------------------- | ------------------- | ------------------- |
| CDA                                                                  | 11                  | 10                  | 10                  | 7                   | 8                   | 8                   | 10                  | 7                   | 7                   | 6                   | 7                   |
| GemeenteBelangen                                                     |                     |                     |                     |                     |                     |                     | 2                   | 4                   | 4                   | 5                   | 4                   |
| BBB-HMV (tot 2022: Henk Meerdink Volksvertegenwoordiging)            |                     |                     |                     |                     |                     |                     |                     |                     | 2                   | 1                   | 4                   |
| Progressieve Partij                                                  |                     |                     |                     |                     |                     |                     | 3                   | 3                   | 3                   | 3                   | 2                   |
| VVD                                                                  | 2                   | 2                   | 1                   | 2                   | 2                   | 2                   | 2                   | 3                   | 2                   | 3                   | 2                   |
| D66                                                                  |                     |                     |                     | 1                   |                     |                     |                     |                     |                     | 2                   | 1                   |
| ChristenUnie (tot 2001: RPF)                                         |                     |                     |                     | 1                   | 2                   | 1                   | 1                   | 1                   | 2                   | 1                   | 1                   |
| PvdA                                                                 | 2                   | 3                   | 3                   | 2                   | 2                   | 2                   | 3                   | 3                   | 1                   |                     |                     |
| Progressief Beraad (tot 1991: Plaatselijk Beraad PPR, PSP, EVP e.a.) | 2                   | 2                   | 3                   | 2                   | 2                   | 3                   |                     |                     |                     |                     |                     |
| Christelijke Volkspartij                                             |                     |                     |                     | 2                   | 1                   | 1                   |                     |                     |                     |                     |                     |
| Totaal                                                               | 17                  | 17                  | 17                  | 17                  | 17                  | 17                  | 21                  | 21                  | 21                  | 21                  | 21                  |
| Opkomst                                                              | 76,1%               | 80,2%               | 72,6%               | 73,6%               | 70,9%               | 67,8%               | 55,0%               | 58,2%               | 59,0%               | 59,2%               | 59,7%               |

* In 2004 waren er herindelingsverkiezingen wegens de fusie van Aalten en Dinxperlo tot de nieuwe gemeente Aalten.

## Onderwijs
In de gemeente is een ruim aanbod van scholen in het basisonderwijs. In de kernen en de buurtschappen staan 17 basisscholen waaronder twee scholen voor openbaar onderwijs. Ook zijn er twee scholen voor speciaal onderwijs. Aalten vervult een centrumfunctie voor het protestants-christelijk voortgezet onderwijs. Op meerdere locaties in Aalten worden verschillende vormen van voortgezet onderwijs verzorgd. Na de eerste twee leerjaren, waarin de leerlingen het programma volgen van de basisvorming, kunnen zij doorstromen naar het vwo (atheneum), havo, of het vmbo. Binnen het vmbo worden in een theoretische gemengde, kaderberoepsgerichte of een basisberoepsgerichte leerweg examenprogramma's aangeboden in de sectoren techniek (bouw-, elektro- en metaaltechniek), economie (handel en administratie), zorg, welzijn, landbouw en natuurlijke omgeving. Leerwegondersteunend onderwijs is onder voorwaarden mogelijk.

## Openbaar vervoer

### Trein
Aalten heeft een station: station Aalten. Hier stoppen de stoptreinen van Arriva richting Arnhem en Winterswijk.

### Bus
Het busvervoer ligt in Aalten in handen van Arriva.

## Stedenbanden
- Szubin (Polen)[8]
- Świdnik (Polen)[8]
- Neuenrade (Duitsland)[8]

## Aangrenzende gemeenten
| Aangrenzende gemeenten | Aangrenzende gemeenten | Aangrenzende gemeenten | Aangrenzende gemeenten | Aangrenzende gemeenten |
| ---------------------- | ---------------------- | ---------------------- | ---------------------- | ---------------------- |
|                        |                        | Oost Gelre             |                        | Winterswijk            |
|                        |                        |                        |                        |                        |
| Oude IJsselstreek      |                        |                        |                        |                        |
|                        |                        |                        |                        |                        |
|                        |                        | Bocholt (D)            |                        |                        |

## Monumenten
In de gemeente zijn er een aantal rijksmonumenten, gemeentelijke monumenten en oorlogsmonumenten, zie:
- Lijst van rijksmonumenten in Aalten
- Lijst van gemeentelijke monumenten in Aalten
- Lijst van oorlogsmonumenten in Aalten

## Externe links

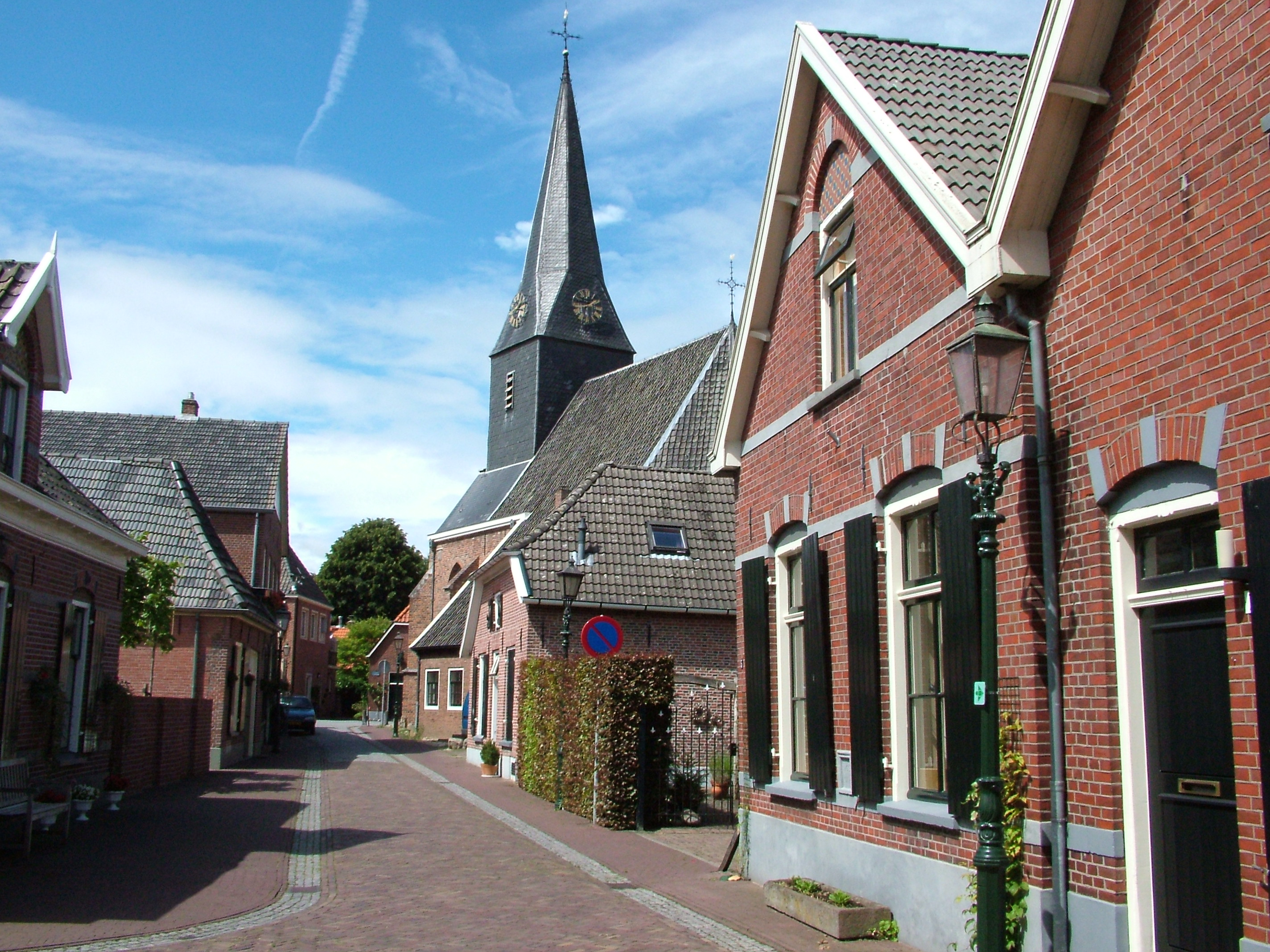
Bredevoort
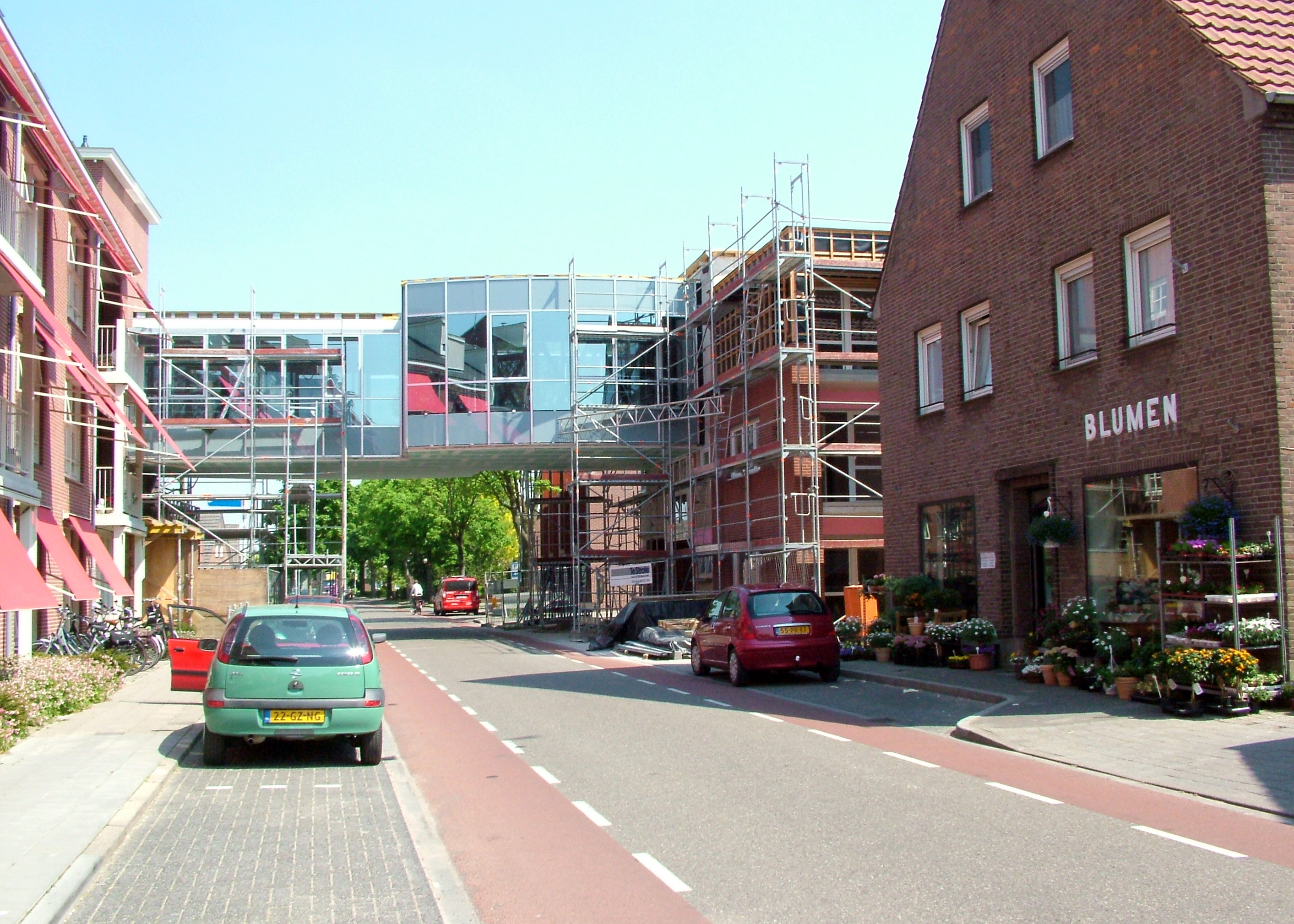
Dinxperlo
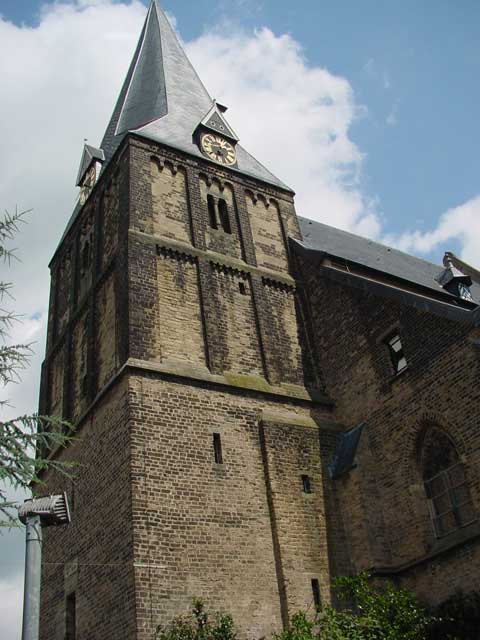
Oude Helenakerk te Aalten